# Sátárá
Sátárá (maráthsky सातारा) je město v Maháráštře, jednom z indických svazových států. K roku 2011 v něm žilo přes 120 tisíc obyvatel.

## Poloha
Sátárá leží ve vnitrozemí západní části Maháráštry v povodí Krišny, přítoku Bengálského zálivu.

## Dějiny
Na přelomu let 1699/1700 zde proběhla bitva o Sátárá, ve které obléhající Mughalská říše ovládaná Aurangzébem zvítězila nad Maráthskou říší, když se obránci 21. dubna 1700 vzdali.